# Montrail
Montrail est une entreprise américaine (Californie) fabricant et distribuant des chaussures pour le trail, la randonnée, l'escalade et la course de fond.